# Jerome Tillman
Jerome Tillman (nacido el 25 de abril de 1987 en Beavercreek, Ohio, EUA) es un jugador de baloncesto profesional estadounidense que juega en la posición de pívot y actualmente milita en el Nagoya Diamond Dolphins.

## Trayectoria deportiva
El alero norteamericano de 1.98 metros de altura se formó en la universidad de Ohio y en su última campaña en el baloncesto profesional americano hizo unos promedios de 17.7 puntos y 8.1 rebotes.
En la temporada 2008-2009, última en Estados Unidos antes de dar el salto Europa, fue capaz de promediar 17.7 puntos y 8.1 rebotes en los 32 partidos con Ohio University (NCAA). Una Universidad en la que el norteamericano comenzó a dar sus primeros pasos en el profesionalismo en la temporada 2005-2006 y donde se mantuvo cuatro temporadas antes de su marcha a Francia
En la temporada 2009-2010 Tillman jugó en Francia con la camiseta del Élan Sportif Chalonnais de la LNB ProA. Una fructífera andadura en la que el norteamericano disputó la EuroChallenge con unas medias de 12.8 puntos y 5.2 rebotes en 12 encuentros. En la competición doméstica Tillman logró 13.3 puntos y 5.2 rebotes de media en los 30 partidos que llegó a disputar.
El pívot norteamericano rescindido contrato, el pasado 27 de noviembre de 2010, con el conjunto alemán de Mitteldeutscher BC Weissen de la BEKO BBL. Una experiencia en la que Tillman ha promediado 13.8 puntos y 4.9 rebotes durante los 26 minutos de media que ha disputado en los 10 partidos con la camiseta del cuadro teutón.
En diciembre de 2010 firmó por el Autocid Ford Burgos de la LEB Oro.

## Clubs
- 2008-2009: Universidad de Ohio.  Estados Unidos
- 2009-2010: Élan Sportif Chalonnais.  Francia
- 2010-2011: Mitteldeutscher BC Weissen.  Alemania
- 2011-2012: Autocid Ford Burgos.  España
- 2012-2013: Hapoel Eilat B.C..  Israel
- 2013-2016:  Levanga Hokkaido.  Japón
- 2016- Nagoya Diamond Dolphins  Japón